# 팜 주메이라

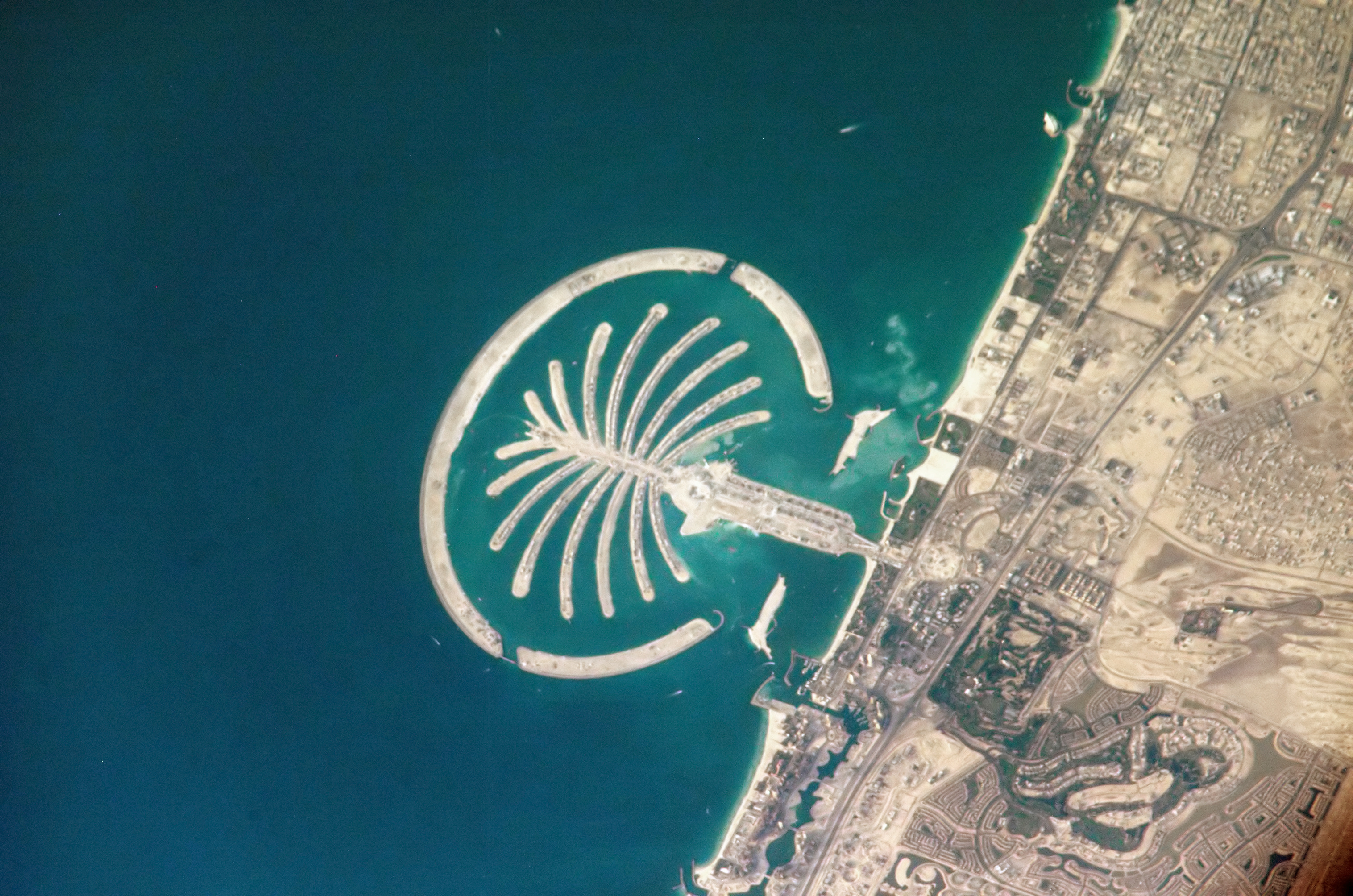
팜 주메이라

팜 주메이라(아랍어: نخلة الجميرة, 영어: Palm Jumeirah)는 아랍에미리트 두바이 정부 소유의 기업 나킬이 만든 페르시아만의 인공 섬으로, 두바이 시가지의 서쪽의 주메이라 지역 해안에 건설되었다. 팜 아일랜드 (팜 주메이라, 팜 제벨 알리, 데이라 아일랜드)의 3개 섬 중하나로, 팜 아일랜드에서도 최소이며, 최초로 만들어졌다. 팜 주메이라의 건설로 두바이의 해안선은 520km 길어졌다.

## 교통
팜 주메이라 모노레일은 노선 길이 5.4km이며, 아틀란티스 호텔과 게이트웨이 타워를 잇는다. 2009년 5월 6일에 개업하였다.

## 같이 보기
- 팜 아일랜드
- 더 월드
- 디 유니버스